# 석경
석경(石慶, ? ~ 기원전 103년)은 전한 중기의 관료로, 하내군 온현(溫縣) 사람이다. 석분의 막내아들이자 낭중령 석건의 동생으로, 4형제가 모두 효성스럽고 품행이 발라 명성을 떨쳤다.

## 생애
건원 2년(기원전 139년), 석건이 낭중령에 임명될 때 내사에 임명되었다.
원수 원년(기원전 122년), 무제는 태자를 책봉하고 신하들 중 태자의 스승이 될 만한 자를 찾았다. 이때 패군태수였던 석경은 태자태부가 되었고, 7년 후 어사대부로 승진하였다.
원정 5년(기원전 112년) 가을, 죄를 지어 파면된 승상 조주의 뒤를 이어 승상이 되고 목구후(牧丘侯)에 봉해졌다.
석경은 승상을 지내는 동안 잘못을 바로잡을 수 있는 어떤 진언도 하지 않았다. 일찍이 무제의 측근인 소충(所忠)과 감선을 벌하여야 한다고 상주하려 하였으나, 둘의 죄를 자백받기는커녕 도리어 무고죄로 몰려 속죄금을 낸 적이 있었다.
원봉 4년(기원전 107년), 관동(關東)에 2백만 명의 유민이 발생하였다. 이들 중 호적이 없는 자가 40만 명이나 되니, 공경들은 상의 끝에 유민들을 변방에 귀양 보낼 것을 주청하였다.
무제는 석경이 늙은 데다가 지나치게 신중하므로 이 일을 함께 논의할 수 없다고 여겨, 석경에게 휴가를 주어 집으로 보내고 어사대부 이하의 관원들과 회의하였다. 석경은 이를 부끄럽게 여겨 사직을 청하였으나, 무제가 조서를 내려 자신을 꾸짖으니 매우 부끄러워하고 다시 일을 보았다.
태초 2년(기원전 103년)에 죽으니 시호를 염(恬)이라 하였고, 작위는 아들 석덕이 이었다.

## 일화
내사 재임 중, 술에 취하여 집에 올 때 마을 문을 들어와서도 수레에서 내리지 않았다. 석분은 이 소식을 들은 뒤로 밥을 먹지 않았고, 석경이 이에 어깨를 드러내어 벌 받기를 청하였으나 석분은 용서하지 않았다. 온 가족과 형 석건이 함께 사죄하니 비로소 석분은 석경을 꾸짖었다.
| “ | 내사는 고귀한 신분이니 마을에 들어서면 노인들은 모두 길을 피해서 숨고, 내사는 수레 안에서 태연하게 앉아 있는 것이 당연하겠지! | ” |

그러고는 용서하니, 이후로 석경을 비롯한 자제들은 마을에 들어올 때부터 잰걸음으로 집으로 들어왔다.
태복 재임 중, 무제의 수레를 몰고 외출할 때의 일이었다. 무제가 석경에게 말 몇 마리가 수레를 끄는지 물어보니, 석경은 채찍으로 말을 다 세어본 후에야 여섯 마리라고 대답하였다. 석경은 형제들 중에서 가장 성격이 무난하였는데도 이 정도였다.

## 출전
- 사마천, 《사기》 권103 만석군장숙열전
- 반고, 《한서》 권46 만석위직주장전

| 전임 인 | 전한의 내사 기원전 139년 ~ 기원전 138년? | 후임 석편 |

| 전임 관부? | 전한의 태복 기원전 138년? ~ 기원전 135년? | 후임 공손하? |

| 전임 장탕 | 전한의 어사대부 기원전 115년 ~ 기원전 112년 | 후임 복식 |

| 전임 조주 | 전한의 승상 기원전 112년 ~ 기원전 103년 | 후임 공손하 |

| 선대 (첫 봉건) | 전한의 목구후 기원전 112년 9월 정축일 ~ 기원전 103년 | 후대 아들 석덕 |